# Società Islamica degli Ingegneri
La Società islamica degli ingegneri (in iraniano: جامعهٔ اسلامی مهندسین; in inglese: Islamic Society of Engineers) è un partito politico iraniano. È stato fondato nel 1988, ma legalizzato solo il 28 maggio 1991. Fa parte del Fronte dei Seguaci della Linea dell'Imam e del Leader.

## Membri parlamentari
I parlamentari appartenenti al partito sono:
- Hamidreza Fouladgar
- Mohammad Mehdi Zahedi
- Jabbar Kouchakinejad
- Mohammad Mehdi Mofatteh